# Теорія скопоса
Теорія скопосу (нім.: Skopostheorie) — це одна з концепцій перекладознавства. Вона забезпечує розуміння природи перекладу як цілеспрямованої діяльності, застосовної безпосередньо до кожного перекладацького проекту.
Теорія була заснована німецькими лінгвістами Гансом Вермеєром та Катаріною Райс і містить в собі думку, що переклад та інтерпретація повинні насамперед брати до уваги функціонування тексту перекладу.

### Ціль та аудиторія
Теорія скопосу визначає переклад як діяльність з ціллю, метою та призначеним адресатом або публікою. Перекласти, означає відтворити цільовий текст з цільовою установкою для цільової мети та цільового адресата в цільових обставинах. Теорія скопосу передбачає нижчий статус вихідного тексту, ніж він є у теоріях, заснованих на еквівалентності. Джерело — це «пропозиція інформації», яку перекладач перетворює у «пропозицію інформації» для аудиторії мови перекладу.
Пол Куссмол пояснює цю теорію так: "функціональний підхід має чудову спорідненість з теорією скопосу. Функціонування перекладу залежить від знань, очікувань, цінностей та норм цільових читачів, на яких впливає культура та ситуація, в якій вони перебувають. Ці фактори визначають, чи функціонування вихідного тексту та його переходи можуть бути збережені, чи будуть модифіковані або, навіть, змінені.
Правила теорії скопосу:
1) цільовий текст (ЦТ) має бути внутрішньо узгодженим;
2) ЦТ має бути узгодженим з оригінальним текстом;
3) ЦТ визначається своїм скопосом.